# Craig Stem
Craig Justin Stem (nacido en Hermitage, Tennessee, Estados Unidos el 5 de enero de 1990) es un beisbolista profesional estadounidense que juega en la posición de lanzador P, en la Liga Venezolana de Béisbol Profesional (LVBP), con el equipo profesional de Los Leones del Caracas.